# Clivus Suburanus
Il clivus Suburanus era una strada della Roma antica, una continuazione irregolare della valle della Subura, che saliva tra il colle Oppio e il Cispio fino alla porta Esquilina nelle Mura serviane.
I resti della pavimentazione mostrano come seguisse il tracciato delle moderne via di Santa Lucia in Selci, via di San Martino e via di San Vito.